# Амос-4
«Амос-4» (англ. AMOS-4) — комерційний геостаціонарний телекомунікаційний супутник, що належить ізраїльському супутниковому оператору Spacecom (Space-Communication Ltd). Виготовлений концерном Israel Aerospace Industries (IAI) на базі AMOS платформи 4000; загальна сума контракту склала 365 млн доларів.
«Амос-4» призначений для надання супутникових послуг DTH, VSAT та широкосмугового Інтернету на території Близького Сходу, Росії та інших регіонів із ГСО в точці 65° сх. д. Станом на 2013 рік є найдорожчим і найбільшим супутником, створеним IAI.
На борту космічного апарата встановлено 8 транспондерів Ku-діапазону зі смугами частот по 108 МГц і 4 транспондери Ka-діапазону по 218 МГц із керованими променями. Реалізована можливість комутації між сигналами Ka і Ku — будь-який канал висхідного зв'язку до супутника в промені діапазону Ka може бути переключений у будь-який канал низхідного зв'язку від супутника в будь-якому промені діапазону Ku.
Запуск супутника «Амос-4» здійснено російсько-українською компанією «Міжнародні космічні послуги» (Space International Services, Ltd) у рамках спільного проекту «Наземний старт» і був здійснений 31 серпня 2013 року о 20:05 UTC (1 вересня о 00: 05 за московським часом) ракетою-носієм «Зеніт-3SLБ» із космодрому Байконур. . 1 вересня о 02:50 UTC відповідно до циклограми польоту космічний апарат відокремився від розгінного блоку «ДМ-SLБ».
До прибуття в постійну орбітальну позицію 65° сх. д. упродовж кількох тижнів із супутником будуть проводитися тестові роботи у точці 67.25° сх. д..